# Velika Sejanica
Velika Sejanica (en serbe cyrillique : Велика Сејаница) est un village de Serbie situé sur le territoire de la Ville de Leskovac, district de Jablanica. Au recensement de 2011, il comptait 698 habitants.

## Démographie
| 1948 | 1953 | 1961 | 1971 | 1981 | 1991 | 2002 | 2011 |
| ---- | ---- | ---- | ---- | ---- | ---- | ---- | ---- |
| 680  | 699  | 758  | 750  | 722  | 760  | 791  | 698  |

|  |